# Alfredo Guzzoni
Alfredo Guzzoni   (Màntua, 12 d'abril de 1877 - Roma, 15 d'abril de 1965) va ser un militar italià que serví a la I i a la II Guerra Mundial.

## Biografia
Guzzoni era originari de Màntua, Itàlia. Completà els seus estudis a l'Escola de Guerra i prengué part a la Guerra Italo-Líbia de 1911. Després participà en la Primera Guerra Mundial, sent Cap de l'Estat Major de la divisions 7a i 9a fins al 1918, en què va ser nomenat Cap de l'Estat Major del III Cos d'Exèrcit.
El 1929 va ser destinat al 58è Regiment d'infanteria, i el 1930 va ser promogut a General, prenent el comandament de la III Brigada Alpina. El 1933 dirigí l'Acadèmia Militar de Mòdena fins al 1934, en què és nomenat comandant de la XXI Divisió de Granaders de Sardenya, i amb aquesta divisió pren part a la Segona Guerra Italianoetíop. Després de la guerra va ser nomenat Governador d'Eritrea, servint com a governador entre 1936 i 1937, sent a continuació posat al capdavant del XI Cos.
El 1939, Guzzoni va tenir un paper prominent a la Invasió italiana d'Albània (Operació OMT), sent nomenat Comandant en Cap de totes les tropes d'ocupació i després Comandant en Cap de totes les tropes en terres albaneses el 1940.
Al juny de 1940, després que Itàlia entrés a la Segona Guerra Mundial, Guzzoni comandà en 4t Exèrcit italià durant la invasió de França.
El 29 de novembre de 1940, Guzzoni succeí a Ubaldo Soddu com a Sots-secretari de Guerra i Adjunt al Cap de l'Estat Major Suprem General (1941). El 1942 comandà el 6è Exèrcit a Sicília, i era el Comandant de les Tropes de l'Eix a Sicília durant la invasió aliada d'illa.
Guzzoni finalitzarà la guerra i la carrera amb la invasió de Sicília i amb la retirada de les seves tropes cap al continent. Es retirà, però el 8 de setembre va ser capturat per les tropes de la República Social Italiana i processat com a traïdor. Escapà a l'escamot d'afusellament gràcies als alemanys. Morí a Roma el 1965.

### Condecoracions
Comanador de l'orde de Sant Maurici i Sant Llàtzer
 Comanador de l'Orde Militar de Savoia - 16-1-1941
 Cavaller de l'Orde Militar de Savoia - 18-12-1919
 Comanador de l'orde de la Corona d'Itàlia
 Medalla de Plata al Valor Militar
 Creu de guerra al Valor Militar
 Oficial de l'orde Colonial de l'Estrella d'Itàlia
 Medalla commemorativa de la Campanya Líbia (1912-1931) 
 Medalla commemorativa de la guerra 1915-1918
 Medalla commemorativa italiana de la Victòria de 1918
 Medalla commemorativa de l'Expedició a Albània 1939
 Medalla commemorativa de les operacions militars a l'Àfrica Oriental Italiana 1935-36
 Medalla Commemorativa del Període Bèl·lic 1940-43
 Creu d'or d'antiguitat al servei (40 anys)
 Medalla commemorativa de la Unitat d'Itàlia 1848-1922
 Distintiu d'honor pels ferits de guerra